# كاميلا كابيو
كارلا كاميلا كابيو استراباو (بالإسبانية: Camila Cabello) (ولدت في 3 مارس 1997) مغنية وكاتبة أغاني أمريكية كوبية المولد، وكانت عضوة في فرقة الفتيات فيفث هارموني، التي تشكلت من خلال برنامج ذا إكس فاكتور، خلال مهنتها كعضوة في الفرقة، ظهرت لأول مرة كمغنية منفردة بأغنية تعاونية "أعرف مالذي فعلت في الصيف الماضي " (بالإنجليزية: I know what you did last summer) مع المغني الكندي شون مينديز (بالإنجليزية: shawn mendes) في 2015، والتي احتلت مركزا ضمن أفضل عشرين أغنية في ترتيب أغاني الولايات المتحدة الأمريكية بيلبورد هوت 100، ثم في 2016 تعاونت بأغنية "أشياء سيئة" (بالإنجليزية: bad things) مع مغني الراب ماشين غان كيلي واحتلت الأغنية المرتبة الرابعة في الولايات المتحدة، بعد ان غادرت الفرقة في ديسمبر 2016، أصدرت كابيو عدة تعاونات غنائية ناجحة منها هي ما (بالإنجليزية: Hey ma) مع بيتبول وجي بالفين، وهي أغنية تصويرية لفيلم فاست أند فيوريس 8، أصدرت كابيو أول أغنية فردية لها "بكاء في النادي (بالإنجليزية: Crying in the club) في 2017.
أصدرت البومها الفردي الأول كاميلا في 2018، وأحتل المرتبة الأولى في بيلبورد 200، حصد الألبوم على اراء إيجايبية من النقاد وحصل على شهادة من رابطة صناعة التسجيلات الأمريكية، الأغنية الرئيسية من الألبوم هافانا حققت نجاح كبير وتصدرت المخططات في الولايات المتحدة والمملكة المتحدة، والأغنية الثانية الرئيسية لم أكن نفسي أبدا تصدرت المخططات في عدة دول، تعاون كابيو مع المغني الكندي شون مينديز للمرة الثانية بأغنية سينوريتا في 2019 تصدرت المخططات وأصبحت ثانٍ أغنية لكابيو تتصدر مخطط بيلبورد هوت 100، أصدرت ثانٍ ألبوم لها رومانس في 2019، وأحتل المرتبة الثانية في بيلبورد 200، والمرتبة الأولى في كندا، في أبريل 2019، تم إختيار كابيو للدور الرئيسي لفيلم سندريلا القادم، بدأ تصوير الفيلم في 13 فبراير 2020 في المملكة المتحدة، ولكن تم تأجيل التصوير لاحقًا بسبب وباء فيروس كورونا،
موسيقيًا، تمتلك كابيو مليار إستماع في المنصات الموسيقية، تمتلك كابيو أكثر الأغاني مبيعًا لعام 2018 وفقًا ل الاتحاد الدولي للصناعة الفونوغرافية، كابيو فازت بعدة جوائز منها، أثنين جائزة غرامي اللاتينية، خمس جائزة الموسيقى الأمريكية، وواحد جوائز بيلبورد الموسيقية، تلقت أيضًا ثلاث ترشيحات جائزة غرامي.،however she is such a diva I'm literally in love with her, and her hair?? OH MY Gosh she attee

## نشأتها
ولدت كاميلا كابيو في هافانا، كوبا. لوالديها لسينوهي إستراباو وأليخاندرو كابيو، وترعرعت في بلدة كوخيمار في شرق هافانا. والدها ولد في مكسيكو سيتي وهو مكسيكي انتقل إلى كوبا. لديها أخت صغيرة تدعى صوفيا. خلال فترة نشأتها انتقلت عائلتها ذهابًا وإيابًا بين هافانا ومكسيكو سيتي. في الخامسة من عمرها انتقلت مع والدتها إلى ميامي، فلوريدا، في الولايات المتحدة. لم يكن والدها قادرًا على الحصول على تأشيرة في ذلك الوقت، وانضم إلى الأسرة بعد ذلك بنحو 18 شهرًا. حصلت كاميلا على الجنسية الأمريكية في عام 2008. ارتادت مدرسة ميامي بالميتو الثانوية لكنها لم تكمل الدارسة وغادرت في العام الدراسي 2012-2013 لمتابعة مهنتها في الغناء. حصلت فيما بعد على شهادة الثانوية العامة.

## حياتها الشخصية
كانت كابيو على علاقة مع المدرب المواعدة والكاتب ماثيو هاسي، الذي التقت به في بينما كانت في مقابلة مع Today.  تواعد الثنائي من فبراير 2018 إلى يونيو 2019 وانتهو بالإنفصال. منذ يوليو 2019، كانت تواعد المغني الكندي شون مينديز.  أثارت العلاقة جدلاً، حيث اتُهم كلاهما بمحاولة تكوين علاقة للدعاية، بينما أنكر مينديز ذلك قائلاً إنها «بالتأكيد ليست علاقة دعائية».
تحدثت كابيو عن «التنمر في وسائل التواصل الإجتماعي» أوضحت أنها كانت "تترك حساباتها في وسائل التواصل الاجتماعي بعض الأحيان لتجنب الأشياء التي تؤذي مشاعرها"، لكن زاد الأمر عندما كانت تبحث في حسابها على إنستغرام صورة عن الذكرى السنوية الثانية لأغنيتها الفردية هافانا. عندها لاحظت أن هناك الكثير من الناس الذين «يتنمرون بجسدها»، وقالت إنها "شعرت على الفور بعدم الأمان عندما رأت كل تلك السلبية".
ردت كابيو على التعليقات السلبية وقالت "بصراحة أول شيء شعرت به هو شعور غير آمن للغاية فقط تخيل ما يجب أن تبدو عليه تلك الصور، بعد ذلك كنت مثل... بالطبع هناك صور سيئة لي، بالطبع هناك زوايا سيئة لي، جسدي ليس مصنوعًا من الصخور، أو كله عضلات، ولكن الجزء الأكثر حزنًا هو الفتيات الصغيرات الذين ينشأون في عالم يبحثون عن الكمال الغير حقيقي".
وأضافت"أكتب هذا من أجل فتيات صغيرات مثل أختي الصغيرة التي تنمو في مواقع التواصل الاجتماعي الذين يرون باستمرار صور معدلة يتم نشرها على مواقع التواصل الاجتماعي، ويعتقدون ان كل ذلك حقيقي، ليس كذلك. إنه مزيف. أصبح المزيف هو الحقيقي هذه الأيام، لدينا رؤية غير واقعية تمامًا لجسم المرأة والفتيات، السيلوليت شيء طبيعي، والدهون طبيعية. إنه شيء جميل وطبيعي. "
تحدثت كابيو أيضًا عن القلق والوسواس القهري. تقيم كابيو حاليًا في فيلا على الطراز المتوسطي في حي هوليوود هيلز في لوس أنجلوس، كاليفورنيا

## ديسكوغرافيا
- كاميلا (2018)
- رومانس (2019)

## فيلموغرافيا

### أفلام
| السنة | العمل                            | الدور   | ملاحظة             |
| ----- | -------------------------------- | ------- | ------------------ |
| 2015  | تايلور سويفت: جولة 1989 العالمية | نفسها   | فيلم حفل           |
| 2018  | فيلم جولة استاد تايلور سويفت     | نفسها   | فيلم حفل           |
| 2021  | سندريلا                          | سندريلا | فيلم موسيقي كوميدي |

### تلفزيون
| السنة     | العمل                                  | الدور | ملاحظة                                      |
| --------- | -------------------------------------- | ----- | ------------------------------------------- |
| 2012–2013 | The X Factor                           | نفسها | متاسقة: الموسم 2 ضيفة: الحلقة 1 في الموسم 3 |
| 2014      | Faking It                              | نفسها | الحلقة: "The Ecstasy and the Agony"         |
| 2015      | Barbie: Life in the Dreamhouse         | نفسها | الحلقة: "Sisters' Fun Day"                  |
| 2016      | The Ride                               | نفسها | الحلقة: "Fifth Harmony"                     |
| 2017      | One Love Manchester                    | نفسها | ظهور تلفزيوني خاص                           |
| 2018      | Dancing on Ice                         | نفسها | ضيف: الحلقة 1                               |
| 2019      | Saturday Night Live                    | نفسها | ضيفة موسيقية: الحلقة 3                      |
| 2020      | Saturday Night Takeaway                | نفسها | ضيف مذيع: الموسم 16 الحلقة 1                |
| 2020      | iHeart Living Room Concert for America | نفسها | حفل خاص                                     |
| 2020      | One World: Together at Home            | نفسها | ظهور تلفزيوني خاص                           |

### ويب
| السنة | العمل                         | الدور       | ملاحظة   |
| ----- | ----------------------------- | ----------- | -------- |
| 2018  | King of the Golden Sun        | أديسون جونز | الحلقة 2 |
| 2020  | Priceless Experiences at Home | نفسها       | الحلقة 2 |

## روابط خارجية
- الموقع الرسمي
- Camila Cabello Havana Lyrics Lyric Video Ft Young Thug

- كاميلا كابيو على موقع IMDb (الإنجليزية)
- كاميلا كابيو على موقع ميوزك برينز (الإنجليزية)
- كاميلا كابيو على موقع أول ميوزيك (الإنجليزية)
- كاميلا كابيو على موقع ديسكوغز (الإنجليزية)
- كاميلا كابيو على موقع قاعدة بيانات الفيلم (الإنجليزية)